# Третья жена муллы
«Третья жена муллы» — советский немой чёрно-белый художественный фильм 1928 года. Фильм не сохранился.
Последний фильм в режиссёрской практике Вячеслава Висковского, ещё до 1917 года поставившего около 50 игровых картин.
Фильм основан на реальных событиях — истории учительницы-татарки Абессы Аюкаевой, её подруги Нины Тих и комсомольца Николая Земскова. Сценарий написан по теме Люси Сквайер-Вильямс, жены американского журналиста и писателя Альберта Риса Вильямса, она же эту тему взяла из сюжета самодеятельного спектакля драмкружка Хвалынского педтехникума поставленного в 1925 году самими студентами о жизни своей однокурсницы.
—  О, героиня пьесы — это реальное лицо!  — 
У Вильямса заблестели глаза. — Как это интересно.

## Сюжет
- Фильм не сохранился, ниже описание сюжета дано с незначительными изменениями по тексту аннотированного каталога «Советские художественные фильмы: Немые фильмы, 1918—1935», цитаты из этого источника.

Действие происходит в татарском селе в Крыму в первые годы Советской власти.

«Когда умрет жена, вдовцу надлежит жениться на сестре умершей», — так гласит одна из заповедей корана.
 Правоверный магометанин мулла Ганиев решил последовать закону аллаха. Молоденькая девушка Айша должна была стать третьей женой муллы.
Родители Айши не могут противится традиции. Играют свадьбу, но в первую же брачную ночь Айша сбегает из дома мужа-муллы. Она надеется найти поддержку в лице любимого ею активиста-комсомольца Шакира. Но по дороге падает без чувств и измученную девушку подбирает богатый лабазник Абдулла, воспользовавшись её беспомощным состоянием он насильно овладевает ею. Айша, которой некуда идти и нужно прятаться от муллы, живёт у Абдуллы, через некоторое время беременеет от него и рожает ребёнка. Унижения и оскорбления в доме лабазника заставляют её обратиться за помощью к Шакиру — она пишет ему письмо и он с ней идёт в женотдел уездного комитета комсомола. Айшу направляют учительницей в начальную школу, дают комнату, ребёнка устраивают в ясли.

Тщетно домогается мулла Ганиев возвращения «ниспосланной ему аллахом» жены. Безуспешными оказались и попытки лабазника Абдуллы добиться увольнения Айши из школы — советские законы стояли на защите прав женщины.

Вернувшийся из Саратовского университета Шакир против ожидания всех приверженцев старых обычаев женился на «распутной» Айше и усыновил её ребёнка.

## Роли
- Валентина Баранова — Айша
- Антонина Шац — Фатьма, её сестра
- Борис Новиков — Ганиев, мулла
- Сергей Шишко — Шакир, студент
- Иван Худолеев — Абдулла
- Пётр Кузнецов — Якуб Салимов, садовник
- М. Хвалынская — Зулика, жена садовника

В эпизодах: Ирина Володко, Алексей Богдановский, Анатолий Нелидов.

## Критика
По жанру это — мелодрама с большой долей комедийного элемента. В работе режиссёра наилучшими кусками следует считать именно эти комедийные куски, дающие временами характерные бытовые детали быта южного татарского городка. Ценны также этнографические детали. В остальном режиссер грешит определенной «опереточностью» в подходе к материалу и характерам. «Быт» взят довольно поверхностно, проблема «раскрепощения женщины» — так же. Монтаж картины в общем ровен. Работа операторов в общем интересна.— Протокол просмотр картины, 1928 год, Сливкин, Пиотровский, Чудновский, Висковский, Скоринко.
Было отмечено, что актёры выбраны удачно: выделялась работа Худолеева, Новикова, Кузнецова; отмечено, что Барановой — исполнительницей главной роли — образ дан удовлетворительно; при этом работа Шишко была отмечена как неудовлетворительная — «дал излишне слащавую фигуру».
А. И. Пиотровский подверг критике сценарий в части мотивов героини, назвав фильм реакционным, следующим буржуазным формам:

В фильме «Третья жена муллы» любовные приключения героини образуют главнейшую суть картины, и когда эта героиня попадает в женотдел и становится активной работницей, то такое расширение тематики воспринимается как совершенно искусственное, никак не убедительное и фальшивое, поскольку мотивами для такого рода общественных поступков, согласно законам буржуазной фильмы, служат все те же любовные, то есть психологические личные побуждения. Автор такого рода реакционных фильм не в силах вырваться из круга буржуазной, то есть индивидуалистически-личной формы … поступки действующих лиц объясняются в таком случае чувствами.
Фильм стал последним в режиссёрской практике Вячеслав Висковский, критика в прессе (не столько из-за фильма «Третья жена муллы» сколько по поводу других его фильмов) переходящая в травлю привела к увольнению его администрацией киностудии, режиссёр был обложен денежным начетом за материальный ущерб, причинённый его фильмами. Хотя данное решение специально созданной комиссией проводившей проверку было отменено, и он был восстановлен на службе, но к режиссёрской работе не вернулся.

## Реальная основа сюжета
Сценарий написан по теме Люси Сквайер-Вильямс — жены американского журналиста и писателя Альберта Риса Вильямса. В 1925 году супруги Вильямс и американская журналистка Анна Стронг посетили Детскую воспитательно-трудовую коммуну имени Джона Рида под Хвалынском, а также местный педтехникум.
На Вильямса произвёл впечатление спектакль драматического коллектива Xвалынского педтехникума, в основу которого была положена реальная история. Вильямс познакомился и с «драматургом», которым оказался «смуглый паренёк», студент техникума Рахманкулов, и с прототипом главной героини — ей была Абесса Абдурахмановна Аюкаева, татарка-учительница из Хвалынска.

В 1925 году в Хвалынске открыли татарскую школу, я перешла в эту школу, работала учительницей. Однажды в класс вбежала взволнованная сторожиха и сказала, что меня спрашивает какой-то американец. После урока я встретилась с Альбертом Вильямсом. Он сказал, что его очень интересует жизнь татар, их нравы, обычаи. Альберт Вильяме обладал необычайным умением располагать к себе, умел подойти к человеку. Взял с меня слово обязательно прийти к нему в гости. На следующий день я пришла к Вильямсу. Он встретил меня как старую знакомую. Его жена Люсита тоже вела себя непринужденно — шутила, смеялась. Я знала, что его особенно интересует мой побег от муллы, но он не торопился расспрашивать об этом. Это же дело личное… Вскоре я сама рассказала им про свадьбу и свой побег со всеми подробностями.— Абесса Аюкаева
История: Абессу, юную девушку из татарской слободки на окраине Хвалынска, бедняки родители отдали замуж за старика муллу, жена которого умерла (мулла принуждал Зулейху угождать ему во всем, а за малейшую провинность нещадно избивал). Абесса не согласилась с «волей аллаха» и сбежала от нелюбимого мужа. Её укрывала в своём доме подруга Нина Тих, а также комсомолец Николай Земсков. Но близкие мулле ревнители старых обычаев выследили Абессу, и в один из дней толпа татар во главе с муллой ворвалась в дом, всё перевернули, но нашли только туфли Абессы: «Мулла страшно разозлился. Бросился к Нине: — Отдай мою жену! В это мгновение в комнате появился Николай Земсков. Он решительно встал между девушкой и муллой, спокойно сказал: — Абесса в волостном комитете комсомола. Но идти туда я вам не советую…». Комсомол направил Абессу в Саратов воспитателем в детский дом где ей дали комнату. Затем училась в педагогическом техникуме и в 1925 году стала учительницей в татарской школе в Хвалынске.
В дальнейшем Абесса и Николай поженились. Николай Иванович Земсков окончил курсы красных командиров, был направлен служить на Кавказ, с ним поехала и Абесса, работала учительницей в одной из школ в Астраханской губернии. В войну Земсков служил в танковых частях, а Абесса была в эвакуации в Куйбышеве, где после войны и поселились супруги. С американцами Абесса переписывалась, а когда они приезжали в Москву, Абесса гостила у них на квартире на Самотёчной улице. Укрывавшая её от мужа-муллы подруга Нина Тих стала известным исследователем обезьян, профессором ЛГУ.
Именно по хвалынскому сюжету Люсита Сквайер написала либретто пьесы которая и легла в основу сценария фильма «Третья жена муллы».
Люсита Сквайер — опытный сценарист, до этого в начале 1920-х годов работавшая над сценариями ряда американских и британских фильмов, например, «Bits of Life» — одного из первых в истории кино фильма-киноальманаха, «A Daughter of Love» и др.
История Абессы Аюкаевой и обстоятельства написания пьесы Люси Сквайер-Вильямс многократно были описаны в 1950—1970-х годах (журналы «Волга», «Огонёк», «Крестьянка»).
В журнале «Огонёк» есть фотография 1928 года юной Абессы Аюкаевой вместе с супругами Вильямс.